# Gerhard Kittel

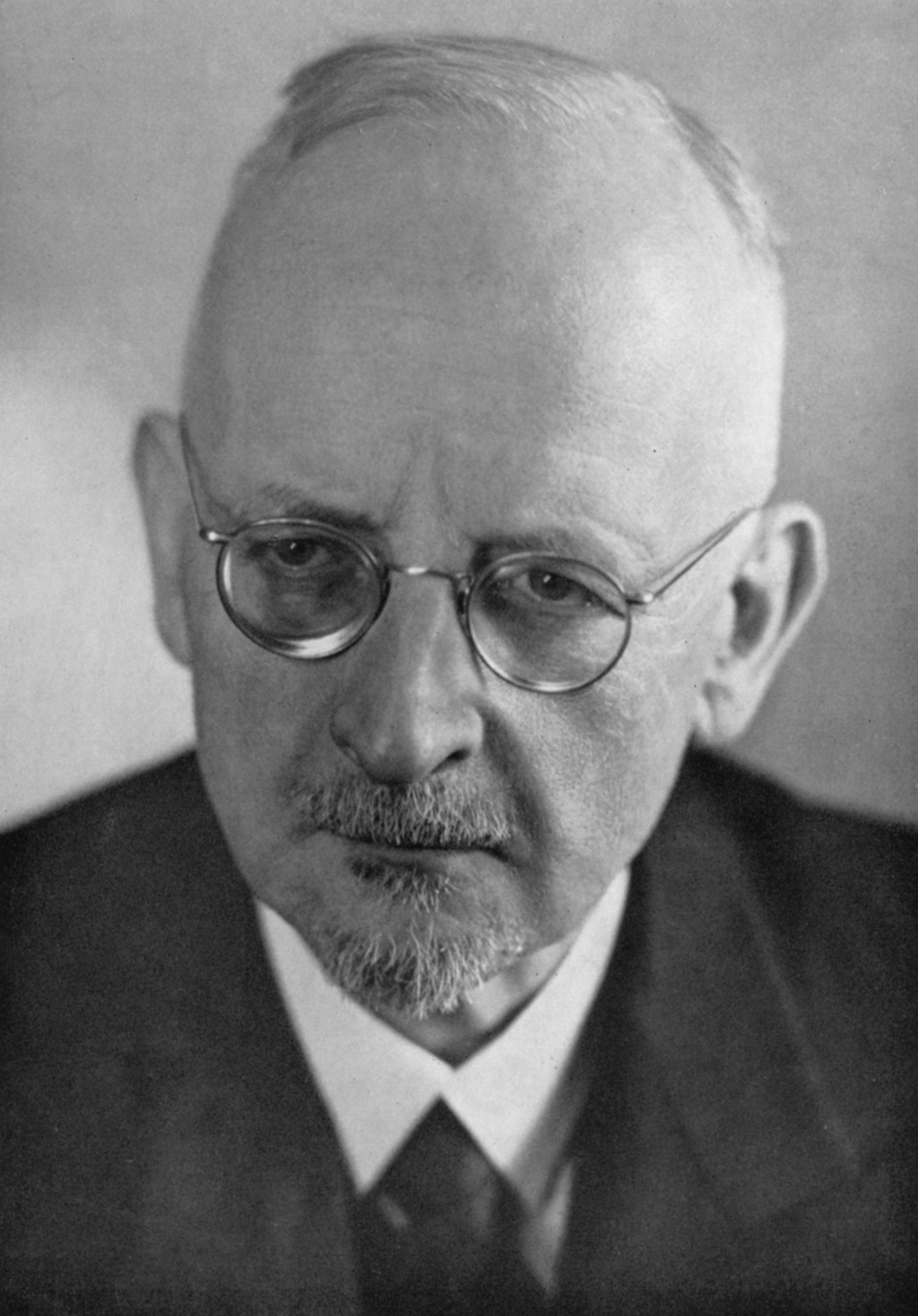
Gerhard Kittel

Gerhard Kittel (* 23. September 1888 in Breslau; † 11. Juli 1948 in Tübingen) war ein deutscher evangelischer Professor für Theologie (Neutestamentler) in Leipzig, der Universität Tübingen, der Universität Greifswald und Wien. Er war ein aktiver Antisemit, der bereits 1934 die Vernichtung der Juden forderte, Mitbegründer des Reichsinstituts für Geschichte des neuen Deutschlands, in dem er rassische Religionsforschung vorantrieb, und seit 1936 Mitarbeiter der Forschungsabteilung Judenfrage des Reichsinstituts in München. 

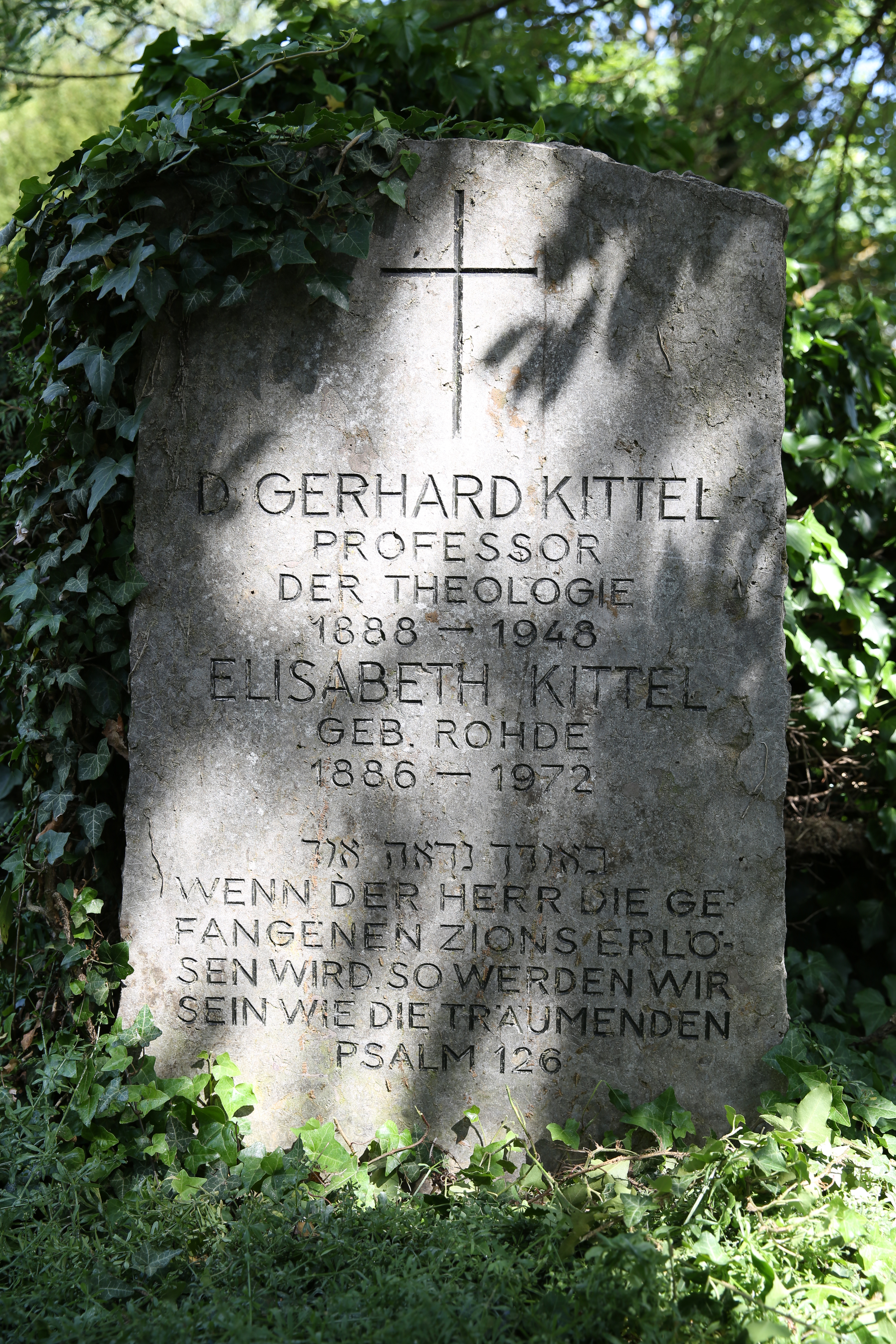
Grab auf dem Stadtfriedhof Tübingen

## Leben
Gerhard Kittel wurde in Breslau als Sohn des Professors für Altes Testament Rudolf Kittel geboren. Er besuchte in Leipzig das König-Albert-Gymnasium und studierte an der dortigen Universität 1907–1912 Theologie und orientalische Sprachen. Weitere Studienorte waren Tübingen, Berlin und Halle. Während seines Studiums wurde er Mitglied beim Verein Deutscher Studenten Tübingen. 1913 wurde er promoviert und während des Ersten Weltkriegs habilitierte er sich in Kiel.
Im Ersten Weltkrieg amtierte Kittel auch als Marinepfarrer, 1917 wurde er Privatdozent in Leipzig und leitete das kirchliche Religionslehrerseminar, bis er 1921 außerordentlicher Professor wurde. Er wurde im selben Jahr zum ordentlichen Professor für Neues Testament nach Greifswald berufen.
1926 übernahm er den Lehrstuhl Adolf Schlatters in Tübingen. Hier veröffentlichte er Studien und Aufsätze zu historischen und religionsvergleichenden Forschungen über das antike Judentum und das palästinische Urchristentum. Dabei interessierte weniger „die rassische oder politische Fragestellung, sondern … die religiöse, … das Verhältnis von Israel, Judentum und Christentum zueinander“.
Zum 1. Mai 1933 trat er mit der Machtergreifung der Nationalsozialisten in die NSDAP ein (Mitgliedsnummer 3.243.036) und saß im Führerrat der Universität. 1933 übernahm Kittel die Herausgabe des Theologischen Wörterbuchs zum Neuen Testament, eines Standardwerks, dessen erste vier Bände Kittel bis 1942 herausgab und das in der Nachfolge von Gerhard Friedrich mit den Bänden 5 bis 11 erst im Jahr 1979 abgeschlossen wurde. Mit dem 1933 veröffentlichten Buch Die Judenfrage beteiligte er sich an der nationalsozialistischen Ausgrenzungspolitik der jüdischen Bevölkerung und erfuhr von jüdischer (Martin Buber) wie auch christlicher Seite (Ernst Lohmeyer) Widerspruch.
1935 gehörte Kittel zu den Mitbegründern des Reichsinstituts für Geschichte des neuen Deutschlands und war seit 1936 Mitarbeiter dessen „Forschungsabteilung Judenfrage“ in München. Vom Herbst 1939 bis April 1943 hatte er zusätzlich den Lehrstuhl für Theologie in Wien inne.
1945 wurde Kittel von der französischen Besatzungsmacht verhaftet, des Amtes enthoben, kam ins Internierungslager Balingen und wurde dort 1946 entlassen. Bis 1948 hatte er ein Aufenthaltsverbot für Tübingen, daher war er von 1946 bis 1948 Seelsorger in Beuron. Kurz nach seiner Rückkehrerlaubnis nach Tübingen starb er im Juli 1948 vor der Aufnahme des Spruchkammerverfahrens.
Kittel war mit Elisabeth Kittel, geborene Rohde verheiratet (1886–1972), die Tochter des Pfarrers Adolf Rohde und Caroline Roeth war. Sie hatten einen Sohn und eine Tochter.

## Tübinger „Wissenschaftlicher Antisemitismus“
Zusammen mit Karl Adam, Karl Georg Kuhn, Hans Fleischhacker und dem Leiter des Dozentenbundes, Robert Wetzel, gehörte Kittel zu den Protagonisten des so genannten „wissenschaftlichen“ Antisemitismus der Tübinger Universität, für die „der Antisemitismus keine Sache des Radaus (…), sondern eine Sache ernster wissenschaftlicher Erkenntnis“ war. In seiner Schrift Die Judenfrage forderte Kittel bereits 1934 die Vernichtung der Juden, falls man sie nicht ausreichend entmischen könne. Kittel erwog in dieser Schrift das „Totschlagen“ der Juden, lehnte es aber ab, da dies der ethischen Gesinnung des Deutschtums in keiner Weise entspreche. Er berief sich für seine rassisch-biologistische Sicht auf Hans F. K. Günther, den er in seinen Schriften immer wieder zitierte. Wegen der Bedeutung dieser Aussagen seien sie im Wortlaut zitiert:

„Die Frage, was mit dem Judentum zu geschehen hat, kann auf vierfache Weise beantwortet werden: 1, Man kann die Juden auszurotten versuchen (Pogrome).“

„Die gewaltsame Ausrottung des Judentums kommt für eine ernsthafte Betrachtung nicht in Frage: wenn sie den Systemen der spanischen Inquisition oder den russischen Pogromen nicht gelungen ist, wird sie für das 20. Jahrhundert erst recht nicht möglich sein. … Alle Juden totschlagen aber heißt nicht, die Aufgabe meistern.“

Dazu ist noch S. 115 f., Anm. 4 mit Kittels Reaktion auf die internationale Empörung über diese Aussagen aufschlussreich.
Kittel förderte auch Karl Georg Kuhn und sorgte dafür, dass Kuhn in die Forschungsabteilung Judenfrage des Reichsinstituts für Geschichte des neuen Deutschlands aufgenommen wurde, die Kittel zusammen mit dem völkisch-antisemitischen Philosophen Max Wundt (Was heißt völkisch, 1924) zu einem nationalsozialistischen Vorzeigeprojekt entwickelte. Sein Assistent Walter Grundmann wurde 1936 Professor für Neues Testament und völkische Theologie an der Universität Jena und 1939 wissenschaftlicher Leiter des neu gegründeten Instituts zur Erforschung und Beseitigung des jüdischen Einflusses auf das deutsche kirchliche Leben. Gerhard Scholem beurteilte Kittels Judenfrage als „unter allen schmachvollen Dokumenten eines beflissenen Professorentums … gewiß eines der schmachvollsten“.
Der Erlanger Theologieprofessor Hermann Sasse charakterisierte Kittel und sein Wirken in einem Schreiben vom 28. August 1944 an den bayerischen Landesbischof Hans Meiser wie folgt: „Kittel ist einer der gerissensten theologischen Geschäftsleute unserer Zeit, was ich aus jahrelanger Mitarbeit an seinem Wörterbuch weiß. Sein Paktieren mit den DC aller Richtungen ist uns schon immer eine schwere Anfechtung gewesen, z. B. dass er Herrn Grundmann, einen Totengräber unserer Kirche in Thüringen, niemals ausgebootet hat. Dieser Vortrag ist ein Dokument seiner Tätigkeit in dem ‚Reichsinstitut für Geschichte des Neuen Deutschlands‘, das die wissenschaftlichen Grundlagen für die gegenwärtige Judenpolitik zu liefern hat. Kittel hat mit dazu geholfen, auch durch diesen Vortrag, die evangelische Theologie dafür mithaftbar zu machen.“
Das Werk Kittels wirkt bis in das 21. Jahrhundert: 2023 wurde publiziert, dass das von ihm herausgegebene „Theologische Wörterbuch zum Neuen Testament“ eine kaum zu überschätzende Wirkung auf Übersetzungen des Neuen Testaments habe. Eine wesentliche Passage im Johannesevangelium (Joh. 12,40 in der Einheitsübersetzung 2016) sei nach diesem Wörterbuch wesentlich judenfeindlicher ins Deutsche übersetzt worden als dies durch die altgriechische Vorlage geboten gewesen wäre; nämlich als Verstoßung durch Gott anstelle eines Heilswillens Gottes: Statt der Formulierung „… damit sie [Anm: die Juden] sich nicht bekehren und ich sie nicht heile.“ müsse es aus sprachwissenschaftlicher Sicht lauten „… und sie sich nicht bekehren. Und ich werde sie heilen.“ Erst neuere Nachdrucke der 2017 revidierten Lutherbibel würden in einer Fußnote auf diese andere Übersetzungsmöglichkeit hinweisen. Im Artikel wird kritisiert, dass das Wörterbuch aus dem Umfeld des Nationalsozialismus 2019 unverändert nachgedruckt wurde und nach wie vor als Standardwerk gelte. Eine Analyse des judenfeindlichen Wörterbuches wäre dringend nötig und heilsam.

## Persönliche Mitwirkung an der „Endlösung der Judenfrage“ in Europa
Kittel wurde 1936 in das Reichsinstitut für die Geschichte des Neuen Deutschlands berufen. Das Institut stand in enger Beziehung zu anderen wissenschaftlichen Einrichtungen, die sich der Gegnerforschung für die rassisch orientierte NS-Politik verpflichtet hatten, etwa zum Frankfurter Institut zur Erforschung der Judenfrage und zum Eisenacher kirchlichen Institut zur Erforschung und Beseitigung des jüdischen Einflusses auf das deutsche kirchliche Leben unter der Leitung von Kittels ehemaligem Assistenten Walter Grundmann. Alle diese Aktivitäten dienten einem Kampf gegen Juden auf explizit rassisch-biologistischer Grundlage.
Kittel war wie alle Mitarbeiter der genannten Institute über den Informationsdienst des Reichssicherheitshauptamts (RSHA), der die Grundlage für die entsprechenden Mitteilungen in der Zeitschrift Weltkampf (ab 1941 wissenschaftliche Vierteljahresschrift des Instituts zur Erforschung der Judenfrage) war, detailliert über die Entrechtung, Ghettoisierung und „Umsiedlung“ des europäischen Judentums informiert (Arbeitsverbot, Ernährungsreduktion, Einschränkungen der Bewegungsfreiheiten, Einrichtung der Ghettos, Judengesetzgebung in den südosteuropäischen Staaten u. ä.). Im Rahmen der Gründungstagung des Frankfurter Instituts wurde die „endgültige Lösung der Judenfrage“ in mehreren wissenschaftlichen Vorträgen behandelt. Klaus Schickert formulierte in seinem Beitrag über die Judengesetze in Südosteuropa: „Die Dinge treiben mit einer zunehmenden Geschwindigkeit ihrer Endlösung entgegen.“ Kittel teilte die Ziele der genannten wissenschaftlichen Einrichtungen ausdrücklich: die „Ausschaltung des Judentums“ und die „endgültige Lösung der Judenfrage“.
Kittel wirkte in der Abteilung Judenforschung des Reichsinstituts und verfertigte dort u. a. Gutachten über die jüdischen Volksgruppen, deren rassische Herkunft unklar war. Diese Gutachten waren Teil der Entscheidungsgrundlage des RSHA über die „Sonderbehandlung“, d. h. Ermordung oder Verschonung dieser jüdischen Sondergruppen. In einem dieser Gutachten aus dem Jahr 1943 schlug Kittel rassische Untersuchungen an den iranischen Juden in Frankreich und eine gesonderte Behandlung der so genannten Bergjuden im Kaukasus vor.
Nach dem Krieg behauptete seine Familie, dass Kittel „erschüttert“ gewesen sei, als ihn ein Sohn über den Massenmord informiert habe, eine nach Einschätzung der Kirchenhistorikerin Leonore Siegele-Wenschkewitz angesichts seiner Aktivitäten und Kontakte nicht glaubhafte Aussage.
Kittels „rassische Religionsforschung“ war eine „genuin nationalsozialistische Judenforschung“ mit dem Ziel, die Juden und das Jüdische als Gegner und Feinde zu identifizieren und „auszuschalten“. Im Rahmen der von Kittel besuchten Tagungen und in den von ihm gelesenen Zeitschriften war immer wieder wörtlich von der „endgültigen Lösung der Judenfrage“ die Rede. Die erhaltenen Materialien zeigen zwar, dass die Ermordung der Juden nicht erwähnt wird. Dennoch wird etwa im Rahmen der Tagung zur Gründung des Frankfurter Instituts 1941 die Problematik erörtert, dass die völlige Ausschaltung und Vertreibung des Judentums aus Europa letztlich nicht die „Judenfrage“ endgültig löse. Das aus Europa vollständig ausgesiedelte Judentum müsse deswegen zumindest völlig isoliert werden, da es als Herd für eine beständige Gefährdung angesehen werden müsse. Dass Gerhard Kittel diese Einschätzung teilte, erhellt aus einem Vortrag über die Entstehung des Judentums, den er am 22. März 1943 an der Universität Wien hielt und später publizierte: „Als das christliche Abendland die Tür des Ghettos aufbrechen ließ, …. In Wirklichkeit war es eine Tür der Dämonen; in Wirklichkeit führte sie nicht in ein paradiesisches Tal, sondern in ein Tal des Chaos und des Fluches und des Grauens.“
Im Jahr 1946 urteilte der international anerkannte Altorientalist W. F. Albright: “In view of the terrible viciousness of his attacks on Judaism and the Jews, which continues at least until 1943, Gerhard Kittel must bear the guilt of having contributed more, perhaps, than any other Christian theologian to the mass murder of Jews by Nazis.” Deutsch: „Angesichts der schrecklichen Bösartigkeit seiner Angriffe auf das Judentum und die Juden, die mindestens bis 1943 andauern, muss Gerhard Kittel die Schuld tragen, vielleicht mehr als jeder andere christliche Theologe zum Massenmord an Juden durch die Nazis beigetragen zu haben.“

## Werke (Auswahl)
- Die Oden Salomos. Überarbeitet oder einheitlich? Dissertation, Kiel 1913; 1914.
- Jesus als Seelsorger. 1917.
- Rabbinica. Hinrichs, Leipzig 1920.
- Das Religionslehrer-Seminar in Leipzig. Aufbau und Ziele, im Auftrag des Christl. Volksdienstes dargestellt. Reuther & Reichard, Berlin 1921
- Die religiöse und die kirchliche Lage in Deutschland. Dörffling & Franke, Leipzig 1921
- Seelsorge an jungen Mädchen. 1925
- Urchristentum – Spätjudentum – Hellenismus. Akademische Antrittsvorlesung vom 28. Oktober 1926 in Tübingen. Kohlhammer, Stuttgart 1926
- Jesus und die Juden. Furche Verlag, Berlin 1926. 1932 in zweiter Auflage als Der „historische Jesus.“ (Mit der Anmerkung auf S. 2: „Dieses Heft ist das erste von einigen innerlich zusammengehörigen Heften der Stimmen, in denen vom Standpunkt des biblischen Christentums aus zur völkischen Frage Stellung genommen wird.“ Mit Stimmen ist die Reihe Stimmen aus der deutschen christlichen Studentenbewegung gemeint, herausgegeben von Gerhard Kittel und Stadtpfarrer Hermann Weber.)
- Die Probleme des palästinischen Spätjudentums und das Urchristentum. W. Kohlhammer, Stuttgart 1926.

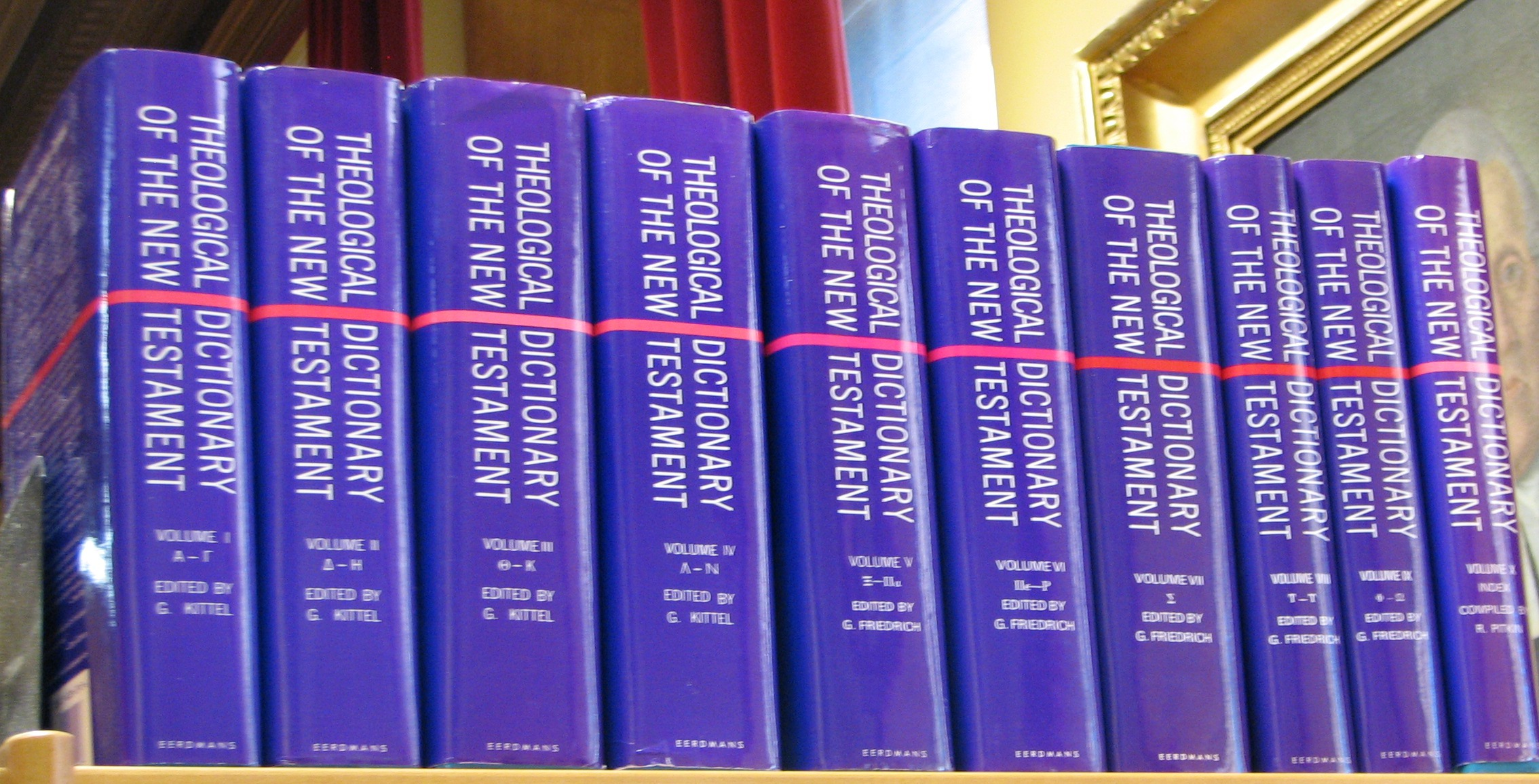
Theological Dictionary of the New Testament, herausgegeben von G. Kittel

- Theologisches Wörterbuch zum Neuen Testament, Bände 1–4 (von 11). Kohlhammer, Stuttgart 1933–1942.
- Die Judenfrage. W. Kohlhammer, Stuttgart 1933. In mehreren Auflagen im Dritten Reich erschienen. Mit zwei Beilagen: Antwort an Martin Buber. Und Kirche und Judenchristen.
- Ein theologischer Briefwechsel. Mit Karl Barth. W. Kohlhammer, Stuttgart 1934
- Christus und Imperator. Das Urteil der Ersten Christenheit über den Staat. Kohlhammer, Stuttgart u. a. 1939
- Die historischen Voraussetzungen der jüdischen Rassenmischung. Hanseatische Verlagsanstalt, Hamburg 1939.
- Dichter, Bibel und Bibelrevision. Verlag Ungelenk, Dresden 1939.
- Die ältesten jüdischen Bilder. Eine Aufgabe für die wissenschaftliche Gemeinschaftsarbeit. In: Forschungen zur Judenfrage Band 4. Hanseatische Verlagsanstalt, Hamburg 1940, S. 237–249.
- Die ältesten Judenkarikaturen. Die "Trierer Terrakotten". In: Forschungen zur Judenfrage Band 4. Hanseatische Verlagsanstalt, Hamburg 1940, S. 250–260.
- mit Eugen Fischer: Das antike Weltjudentum. Tatsachen, Texte, Bilder. Hanseatische Verlagsanstalt, Hamburg 1943 (= Forschungen zur Judenfrage, Band 7).
- Die Abstammung der Mutter des Origenes. Die Geschichte eines genealogischen Irrtums. In: Forschungen zur Judenfrage Band 3. 2. Auflage. Hanseatische Verlagsanstalt, Hamburg 1943, S. 247–248.
- Meine Verteidigung. Neue, erweiterte Niederschrift. 1946
- Der Jakobusbrief und die Apostolischen Väter. Aus dem Nachlaß veröffentlicht von Karl Heinrich Rengstorf. In: ZNW, 1950/1951, 43, S. 54–112.